# Ten out of 10
Ten out of 10 var det ottende studiealbum af rock-bandet 10cc. Det blev udsendt i 1981. Albummet nåede ikke hitlisterne i USA eller England, så albummet stoppede en lang række af succesfulde album. Ingen af albummets singler nåede hitlisterne, i England og USA, men var mere eller mindre i forskellige mindre lande i Europa.

## Spor
1. "Don't Ask"
2. "Overdraft in Overdrive"
3. "Don't Turn Me Away"
4. "Memories"
5. "Notell Hotel"
6. "Les Nouveaux Riches"
7. "Action Man in a Motown Suit"
8. "Listen with Your Eyes"
9. "Lying Here with You"
10. "Survivor"